# Witold Wedecki
Witold Wedecki (ur. 30 listopada 1944 w Wilnie) – polski pisarz, architekt, zajmuje się również grafiką i malarstwem. Mieszka w Gliwicach. Syn wileńskiego prawnika Leona Wedeckiego h. Leliwa i Kazimiery z Wojszwiłłów. W dzieciństwie głęboko doświadczony - najpierw zsyłką na Syberię, w rejon Ulski (w obwodzie irkuckim) a następnie przymusową ekspatriacją z Wileńszczyzny. Ukończył elitarną szkołę kadecką w Baku. Do Gliwic przyjechał pod koniec lat pięćdziesiątych XX w., gdzie też ukończył architekturę na Politechnice Śląskiej. Swoje doświadczenia zawarł w powieściach o tematyce kresowej. Jest także cenionym plakacistą i grafikiem, ilustrował m.in. książki Macieja Dęboróg-Bylczyńskiego (Pamięć, nostalgia, tożsamość. kulturowe aspekty estetyki pogranicza w twórczości Zbigniewa Żakiewicza, Bydgoszcz, 2011 i tom poezji Wiersze z głów, Gdańsk, 2012).    
Debiutował w latach siedemdziesiątych. Opublikował m.in.:
- zbiór wierszy Uczty (1971)
- Pani Kazimiera (Wydawnictwo Śląsk, 2012)

powieści nurtu literatury kresowej: 
- Bielsze od czerni (1996)
- Wejście i wyjście (2000)
- Klęski i nadzieje (2001)
- Wolni (2003)
- Czarne rondo (W.A.B., 2006) - nominowana do Nagrody Literackiej Gdynia w roku 2007[3]
- Dom pod czerwoną blachą (Wydawnictwo Bellona, 2012)
- Mrok. Opowieść o Kresach, których już nie ma (Wydawnictwo Bellona, 2015)

pozostałe powieści:
- Romanse (2007)
- Drewniane kule (Wydawnictwo Naukowe Śląsk, 2010
- Gryps prywatnego koloru (Wydawnictwo Naukowe Śląsk, 2011)
- Barbarzyńcy (2012)
- Oprychy (2014)
- Wyspa - miejsca specjalne. Studenterskie balangi (2015)